# Jodis praerupta
Jodis praerupta là một loài bướm đêm trong họ Geometridae.